# Avro Duigan
El Avro Duigan fue un biplano tractor monoplaza construido por A.V. Roe para el aviador pionero australiano John Robertson Duigan en 1911.

## Diseño y desarrollo
Primer diseño de biplano de Roe, el Avro Type D había volado por primera vez en abril de 1911. El Avro Duigan era un importante refinamiento de este avión fundamentalmente exitoso. Poseía un fuselaje de sección cuadrada en lugar de triangular, simplificando la construcción y permitiendo que los asientos de la tripulación fueran rebajados, dando más protección. Las alas estaban soportadas usando una disposición aerodinámicamente más limpia de dos vanos, reemplazando el arreglo de dos vanos y medio de su predecesor, que poseía un tercer par de soportes interplanarios cerca del fuselaje. El tren de aterrizaje era más simple, un soporte en V por debajo del borde de ataque del ala aguantaba un eje con ballestas, cuyas ruedas tenían el refinamiento de llevar los radios cubiertos, y, por debajo de esto, un único y largo patín aguantaba un segundo soporte en V por debajo del borde de fuga y un soporte simple desde el morro del avión. La cola tenía estructura de acero, con un estabilizador rectangular fijo con elevador y timón. Otros detalles eran como en el avión precedente.
El fuselaje estaba construido en fresno arriostrado mediante cables, recubierto de metal por delante de las cabinas. El observador se sentaba delante, con el piloto detrás, debajo de un recorte en el borde de fuga, una disposición que acercaba la cabina delantera al centro de gravedad del avión y permitía que fuera volado sin el pasajero sin cambiar su equilibrio. Las alas de dos vanos de gran alargamiento arriostradas mediante cables poseían largueros de fresno y costillas de álamo, con las curvadas puntas formadas con caña. El control lateral se efectuaba mediante la deformación alar. Se montó un patín de cola de muelles por debajo del timón y se instalaron pequeños aros por debajo de los soportes interplanarios externos para proteger las puntas alares. El avión disponía de controles dobles y se le instaló una pequeña ventana "Cellon" para mejorar la visibilidad hacia abajo.
El avión fue propulsado inicialmente por un motor bóxer Alvaston de dos cilindros de 30 kW (40 hp), pero pronto fue reemplazado por un motor E.N.V. V8 de 26 kW (35 hp). Ambos eran motores refrigerados por agua, con pares de grandes radiadores de tubos en espiral situados en paralelo al fuselaje, a ambos lados de la cabina delantera.
Las pruebas con el motor Alvaston en la pista de carreras de Huntingdon no fueron exitosas, pudiendo el avión despegar apenas. A su regreso a Brooklands, se instaló el motor E.N.V. y, el 10 de marzo de 1912, Duigan, volando solo, se las arregló para realizar algunos vuelos largos y rectos en su demasiado evidente máquina falta de potencia. Algunas puestas a punto del motor en profundidad, junto con una nueva hélice, resultaron en mayor éxito aquel abril, con circuitos en solitario, figuras de ocho, y una serie de circuitos de una hora de duración a unos 150 m (500 pies). Sin embargo, Duigan consiguió su Certificado de Aviador y volvió a Australia. Su avión, sin el motor, fue vendido a Lakes Aircraft Co., que lo reconstruyó como el hidroavión Lakes Sea Bird en octubre de 1912, propulsado por un motor Gnome de 37 kW (50 hp). De esta forma, se comportó bien. El ligeramente más largo Avro 500, propulsado por un E.N.V. de 45 kW (60 hp), fue el primer modelo de avión de Avro en ser construido en cantidad.

## Especificaciones
Referencia datos: Avro Aircraft since 1908

### Características generales
- Tripulación: Uno (piloto)
- Capacidad: Un pasajero
- Envergadura: 10,4 m (34 ft)
- Altura: 3,2 m (10,6 ft)
- Superficie alar: 32,5 m² (350,1 ft²)
- Planta motriz: 1× motor bóxer de dos cilindros refrigerado por agua Alvaston.
  - Potencia: 30 kW (41 HP; 41 CV)
- Hélices: Avro bipala de paso fijo

### Rendimiento
- Velocidad máxima operativa (Vno): 65 km/h (40 MPH; 35 kt)

## Aeronaves relacionadas

### Desarrollos relacionados
- Avro Type D
- Avro 500